# Patser
Patser is een Belgische film uit 2018. Het is de derde langspeelfilm van Adil El Arbi en Bilall Fallah.

## Verhaal
Het verhaal is opgebouwd in zeven hoofdstukken, genoemd volgens de zeven katholieke hoofdzonden luiheid, hebzucht, lust, gulzigheid, afgunst, woede en hoogmoed. Deze hoofdzonden worden in het begin van de film opgesomd door een priester tijdens een mis. Hoofdrolspeler Adamo is daar aanwezig, en erg onder de indruk. Voor hem is de priester een mysterieuze figuur, als een Jedi ridder. Deze priester verschijnt verder nog enkele keren in de film, en onderstreept zo de onvermijdelijke afloop.
Adamo is een Antwerpse jongen van Marokkaans-Italiaanse origine. Hij houdt zich bezig met het dealen van softdrugs. Hij en zijn vrienden Badia, Junes en Volt vervoeren ze via pizza's uit de pizzeria van nonkel Farid, de vader van Badia. Hoewel het vrij goed gaat in de business, zijn ze niet helemaal tevreden. Ze zouden veel liever patsers zijn die met dure auto's rondrijden en harddrugs verkopen. 
Wanneer zo een patser, genaamd Orlando Marie, naar België komt om een deal te sluiten met nonkel Farid, ziet Adamo zijn kans om eindelijk een echte patser te worden. Farid gaat eerst niet akkoord, maar Adamo kan hem ondanks Farids verleden overtuigen. Orlando Marie zendt cocaïne naar de haven van Antwerpen, waar Adamo en de rest ze moeten ophalen. Maar wanneer twee politiemannen hun op de hielen zitten, worden ze gedwongen de zakken cocaïne achter te laten en sommige zelfs in het kanaal te gooien. De deal met Orlando Marie wordt meteen verbroken en Badia, die inmiddels samen is met Orlando, moet hem zelfs overtuigen Adamo niet te vermoorden. Met de hulp van een vriend duiken ze de zakken met drugs op en verkopen ze het aan een veel voordeligere prijs. Orlando Marie is al even op zoek naar degene die de drugs verkocht. Niet alleen hij maar ook de twee politiemannen, die de overige zakken zelf aan het dealen zijn, zijn naar hen op zoek. Daarom vluchten ze naar Marokko, zodat ze daar een tijdje kunnen genieten. Maar ook daar loopt het mis, ze ontmoeten Hassan Kamikaze, vijand van Orlando Marie en drugsdealer. Wanneer het uiteindelijk uitdraait op een schietpartij, vluchten ze terug naar België. Bij hun aankomst worden ze meteen opgepakt door de politie. Yasser zit bij de politie en probeert al lang hen te arresteren. Vroeger was Yasser een vriend van Adamo en de bende, maar nadat hij een politieagent werd ging hun band verloren. 
Nadat ze vrijgelaten worden, komen ze erachter dat de twee corrupte politiemannen hun cocaïne hebben gestolen. Ondertussen begint er een grote oorlog tussen Hassan en Orlando Marie. De ene na de andere wordt vermoord, het lijkt zelfs alsof er geen einde aan zou komen. Maar nadat Orlando Marie vermoord wordt en Adamo's vrienden ontvoerd worden, is Adamo gedwongen om naar Hassan te gaan en hem 'zijn' geld en drugs terug te geven. Voordat Adamo naar Hassan gaat, licht hij de politie in en vraagt hun hem te volgen. De politie volgt Adamo en kan net op tijd iedereen helpen. Yasser wordt echter doodgeschoten. Adamo en zijn vrienden zijn nu vastberaden nooit meer aan drugs te doen.

## Rolverdeling
| Acteur                      | Personage               |
| --------------------------- | ----------------------- |
| Matteo Simoni               | Adamo                   |
| Nora Gharib                 | Badia                   |
| Saïd Boumazoughe            | Volt                    |
| Junes Lazaar                | Junes                   |
| Nabil Mallat                | Yasser                  |
| Paloma Aguilera Valdebenito | El Toro                 |
| Gene Bervoets               | Onderzoeksrechter       |
| Axel Daeseleire             | Stijn                   |
| Jeroen Perceval             | Geert                   |
| Stefan Perceval             | Rudy                    |
| Vic De Wachter              | Hoofdcommissaris        |
| Ali B                       | Hassan Kamikaze         |
| Werner Kolf                 | Orlando Marie           |
| Noureddine Farihi           | Nonkel Farid            |
| François Beukelaers         | Priester                |
| Eric Corton                 | Mathijs Steensma        |
| Aza Declercq                | Maria                   |
| Hef Frans                   | Hef                     |
| Bond Mgebrishvili           | Bodyguard Orlando Marie |
| Ludwig Hendrickx            | Bodyguard Orlando Marie |
| Hans Royaards               | Politicus               |
| Younes El Yakhloufi         | Loopjongen              |

## Soundtrack
Voor de soundtrack werd er onder ander door de artiesten Dimitri Vegas & Like Mike en Quintino, Boef, Ronnie Flex, Ali B en I Am Aisha het lied Slow down gemaakt, wat in zowel België als Nederland de hitlijsten bereikte.